# Rafael Garay
Rafael Garay Pita (Concepción, 25 de noviembre de 1975) es un ingeniero comercial y economista chileno, reconocido públicamente por ser el principal responsable de estafa en el caso de Think & Co, una empresa piramidal de asesorías de inversión a través de la cual realizó estafas a treinta y seis personas, algunas de ellas de gran notoriedad pública, por más de 1800 millones de pesos.

## Biografía
Nació y creció en Concepción, realizando sus estudios primarios y secundarios en el Colegio Concepción. Terminado el colegio, estudió ingeniería comercial en la sede penquista de la Universidad del Desarrollo. Luego se trasladó a Santiago para trabajar como vicerrector de la Universidad Central, siendo la persona más joven en ocupar una vicerrectoría, con 32 años en ese momento. Además se desempeñó como profesor de la Universidad San Sebastián y del IESE Business School. Fue encargado de comunicaciones de la Universidad del Desarrollo y director del Museo de Artes Visuales. 
Trabajó como asesor de Felices y Forrados, empresa que le significó notoriedad pública en su carrera. Gracias a esto, participó como panelista en la televisión abierta chilena y se desempeñó como panelista del programa Mentiras verdaderas de La Red. Además, condujo Buenos días mercado en la radio El Conquistador.

## Incursión en la política
En 2013 intentó ingresar al Congreso y se presentó como candidato a senador por la circunscripción 12, Biobío Costa, apoyado por el PRO, liderado por Marco Enríquez-Ominami, oportunidad en la cual obtuvo el 9,17 % de los votos.

## Supuesta enfermedad y el caso Garay
Con el destape de una serie de estafas piramidales como AC Inversions, IM Forex y el Grupo Arcano, el 13 de junio de 2016 anunció en su Facebook que su estado de salud era grave. Según él, los médicos habían detectado un glioblastoma. Allí mismo anunció que en un plazo de veintiún días dejaría toda actividad empresarial para dedicarse a mejorar su estado de salud. A los accionistas les informó mediante un correo electrónico la forma de liquidación de la empresa y cómo sería la restitución de los dineros invertidos en la sociedad. En el escrito, fechado el 18 de julio, Garay explicaba que devolvería el 100% de los recursos administrados en ese momento, según un procedimiento de tres etapas: a los inversionistas de las primeras dos, que correspondían al 92 % de los 518 clientes, se les restituyó parte del dinero, pero para 36 personas de la tercera etapa no alcanzó.
El cáncer fue la excusa por la cual Garay salió del país el 4 de septiembre de 2016 rumbo a París en un vuelo de Air France, en el cual debía volver el día 12 de septiembre, tras realizarse un tratamiento médico en el afamado Instituto Gustave Roussy, que es conocido a nivel mundial como uno de los recintos asistenciales más importantes en la lucha contra el cáncer. Su estadía en el Gustave Roussy y el vuelo de retorno a Chile nunca se concretaron, ya que se dedicó a viajar con su segunda pareja —rumana— por Europa y Tailandia.
Dentro de las diligencias realizadas por la Fiscalía, se encuentra la incautación de las fichas médicas en donde no existe diagnóstico alguno del supuesto cáncer, el cual terminó reconociendo que nunca existió.
En diciembre de 2015, la cuenta bancaria que la firma poseía en el Banco de Chile tenía un saldo de $167 630 098. Luego, el 31 de agosto de 2016, el monto descendió a $236 536. Posteriormente, el 1 de septiembre, traspasó $235 000 a otra de sus cuentas, hasta quedar un saldo de $2536, que se mantiene hasta el día de hoy. Desde esa misma fecha, Garay también realizó la venta de sus vehículos. Poseía una serie de créditos otorgados por el banco entre enero de 2013 y mayo de 2016, y una alta catalogación de cliente, que le permitió obtener cinco tarjetas de crédito bancarias de alto estatus.
El 23 de septiembre de 2016 su estado pasó al de prófugo. Interpol Chile estableció una alerta roja con su nombre. Rumania emitió una orden de detención contra Garay, luego de que las autoridades chilenas —a través de la Corte Suprema— se comprometieran a llevar a cabo la extradición. Antonella Torelli, la pareja de Garay, confirmó ante la Policía de Investigaciones de Concepción sus dudas respecto del supuesto estado de salud del ingeniero comercial, y que se había enterado de que Garay tenía otra pareja en aquel país. Además, dio a conocer algunos aspectos de su personalidad, como el abuso de drogas, alcohol y maltratos.
El 7 de octubre de 2016 se divulgó una carta en que Garay se defiende de las acusaciones de estafa y pide ayuda, explicando que su situación era muy complicada y que respondería por lo investigado. El 18 de noviembre fue detenido en un centro comercial en la ciudad de Brasov por portar documentación falsa, que incluía dos pasaportes falsos.
El 29 de noviembre de 2016 la Corte de Apelaciones aprobó la detención previa de Rafael Garay por un plazo de dos meses. El 14 de diciembre, la corte de Santiago acogió la solicitud de extradición e inició los trámites junto al Ministerio de Relaciones Exteriores para obtener su traslado desde Rumania. La Corte de Apelaciones de Brasov determinó que debería permanecer en un centro de detención temporal como medida cautelar hasta que se realizara la extradición. El 17 de febrero de 2017 la Justicia rumana autorizó la extradición. Garay llegó a Chile el 16 de marzo de 2017.
Finalmente, fue sentenciado el 18 de octubre de 2018 a siete años de cárcel efectiva por estafa reiterada.

## Historial electoral

### Elecciones parlamentarias de 2013
- Elecciones Parlamentarias de 2013 a Senador por la Circunscripción 12, (Biobío Costa)[8]

| Candidato                           | Pacto                         | Partido | Votos   | %     | Resultado |
| ----------------------------------- | ----------------------------- | ------- | ------- | ----- | --------- |
| Alejandro Navarro Brain             | Nueva Mayoría                 | MAS     | 156 372 | 33,92 | Senador   |
| Jacqueline van Rysselberghe Herrera | Alianza                       | UDI     | 128 451 | 27,87 | Senadora  |
| Camilo Escalona Medina              | Nueva Mayoría                 | PS      | 82 114  | 17,81 |           |
| Rafael Garay Pita                   | Si tú quieres, Chile cambia   | ILI     | 42 259  | 9,17  |           |
| Loreto Muñoz Gutiérrez              | Partido Humanista             | PH      | 15 088  | 3,27  |           |
| Daniel Contesse González            | Alianza                       | ILJ     | 10 885  | 2,36  |           |
| Graciela González Gatica            | Nueva Constitución para Chile | PEV     | 9895    | 2,15  |           |
| Javier Sandoval Ojeda               | Nueva Constitución para Chile | IGUAL   | 9730    | 2,11  |           |
| Osmán Vásquez Varela                | Si tú quieres, Chile cambia   | ILI     | 6155    | 1,34  |           |